# CHCHD6
CHCHD6 (англ. Coiled-coil-helix-coiled-coil-helix domain containing 6) – білок, який кодується однойменним геном, розташованим у людей на 3-й хромосомі. Довжина поліпептидного ланцюга білка становить 235 амінокислот, а молекулярна маса — 26 458.
| 10         |  | 20         |  | 30         |  | 40         |  | 50         |
| ---------- |  | ---------- |  | ---------- |  | ---------- |  | ---------- |
| MGSTESSEGR |  | RVSFGVDEEE |  | RVRVLQGVRL |  | SENVVNRMKE |  | PSSPPPAPTS |
| STFGLQDGNL |  | RAPHKESTLP |  | RSGSSGGQQP |  | SGMKEGVKRY |  | EQEHAAIQDK |
| LFQVAKRERE |  | AATKHSKASL |  | PTGEGSISHE |  | EQKSVRLARE |  | LESREAELRR |
| RDTFYKEQLE |  | RIERKNAEMY |  | KLSSEQFHEA |  | ASKMESTIKP |  | RRVEPVCSGL |
| QAQILHCYRD |  | RPHEVLLCSD |  | LVKAYQRCVS |  | AAHKG      |  |            |

A: Аланін

C: Цистеїн

D: Аспарагінова кислота

E: Глутамінова кислота

F: Фенілаланін

G: Гліцин

H: Гістидин

I: Ізолейцин

K: Лізин

L: Лейцин

M: Метіонін

N: Аспарагін

P: Пролін

Q: Глутамін

R: Аргінін

S: Серин

T: Треонін

V: Валін

Кодований геном білок за функцією належить до фосфопротеїнів. 
Локалізований у мембрані, мітохондрії, внутрішній мембрані мітохондрії.